# Учение «Радуга»
Учение «Радуга» — учение Северного флота, проведённое в Советском Союзе в октябре 1961 года. В ходе учений была испытана баллистическая ракета Р-13 с ядерным зарядом, которая, впервые в СССР, была запущена с дизельной подводной лодки К-102 проекта 629 в Баренцевом море по полигону Новая Земля. Руководил стрельбой контр-адмирал С. С. Хомчик, комиссию учений возглавлял адмирал Н. В. Исаченков.

## Стрельба
Стрельба ракетой проводилась в штормовую погоду с плотной облачностью, временами со снежными зарядами, что, в свою очередь, не могло не повлиять на точность стрельбы, так как плотный график ядерных испытаний на полигоне не позволял перенести стрельбу на другой день. 19 октября состоялся пристрелочный пуск контрольной ракеты без ядерного заряда, а 20 октября был произведён уже пуск боевой ракеты с ядерным зарядом. Стрельба проводилась на дистанцию 530 км, головная часть ракеты пришла на опытное поле Д-2 с небольшим отклонением. Взрыв произошел на высоте 1000 м, энерговыделение составило 1450 кт.